# Sanat Kumara
Sanat Kumara (sanskrit : sanatkumāra ; « éternellement jeune »)  est, dans la mythologie hindoue, l'un des quatre rishi éternels, fils de Brahma, qui se nomment vaidhātra.
Il est l'objet de plusieurs commentaires d'ouvrages ésotériques, notamment ceux d'Alice Bailey.
Selon Helena Blavatsky, il est « le plus marquant des sept Kumâras, les Vaidhâtras, dont les premiers sont nommés Sanaka, Sananda, Sanâtana, et Sanat Kumâra, noms qui tous représentent des qualifications importantes de degrés de l'intelligence humaine. »

## Hindouisme
Dans le Véda, textes sacrés de l'hindouisme, Sanat Kumara est le premier de quatre enfants (vaidhātra) du Créateur Brahma, les autres étant Sanaka, Sanandana et Sanâtana (Sana).  
Ils restent toujours des enfants, ils sont extrêmement beaux et doux et sont enveloppés d'un tissu. Ils se déplacent librement dans l'univers entier en chantant sans cesse le mantra célèbre "Hari Sharanama" qui signifie "Je prends refuge en Dieu". Ces enfants sont là depuis le début de la création et comme Dieu, leur Bien-aimé, ils sont également éternels. Ce sont eux qui vinrent au monde avant la création des organes des sens. Sans les organes des sens, l’esprit ne peut connaître le monde matériel ; l’esprit est donc pur ; en conséquence, les fils mort-nés de Brahmâ sont décrits comme des garçons innocents, pré-pubères ; tel un esprit qui ne désire pas agir : incapable d’engendrer des enfants ou de répondre aux questions de Brahmâ. Brahmâ se rend compte que pour une interaction fructueuse avec le monde, il a besoin de liens qui reçoivent des stimuli et transmettent les actions. Il en résulte la naissance des dix fils suivants, les Prajapatis : cinq rappelant les organes des sens (yeux, oreilles, nez, langue, peau), et les cinq autres, – les organes de l’action (mains, pieds, bouche, anus, parties génitales).
Sanat Kumara serait l'initiateur et le premier maître de l'ancienne tradition sacrée "Udâsìn" dans l'hindouisme.